# Juszkowo
Juszkowo (Duits: Gischkau) is een plaats in het Poolse district  Gdański, woiwodschap Pommeren. De plaats maakt deel uit van de gemeente Pruszcz Gdański en telt 860 inwoners.

## Verkeer en vervoer

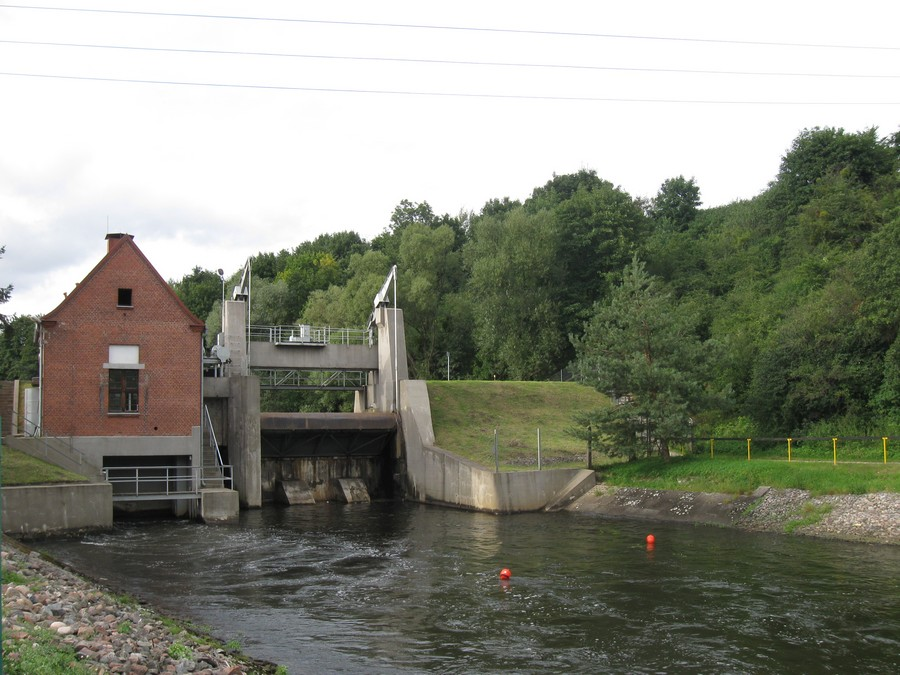
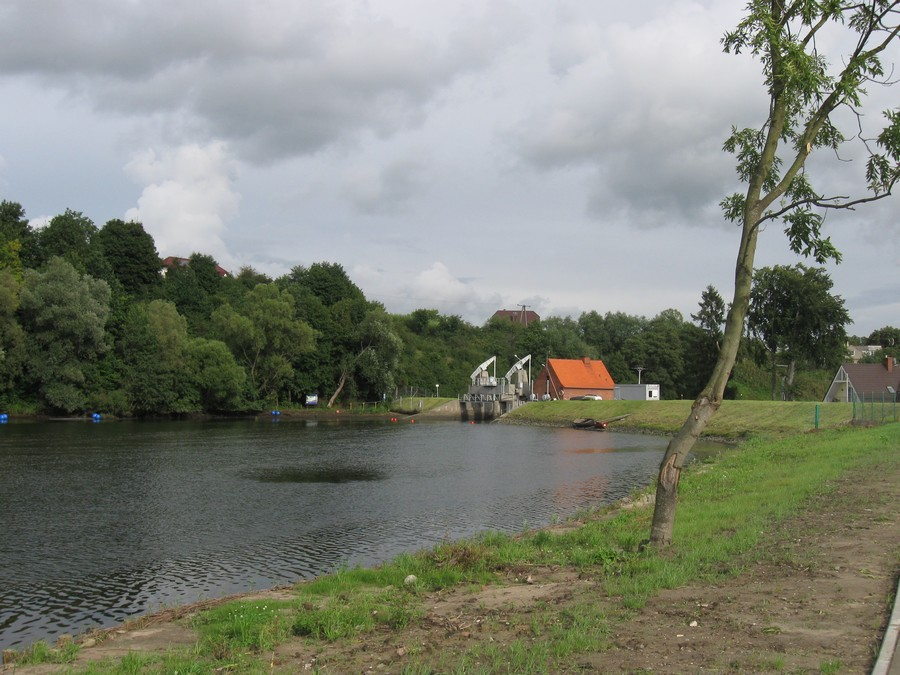

- Station Juszkowo